# Harry Lockefeer
Henricus Antonius Ludovicus (Harry) Lockefeer (Roosendaal, 23 oktober 1938 – Bussum, 9 februari 2007) was een Nederlands journalist.

## Loopbaan
Lockefeer studeerde sociale en economische politiek aan de toenmalige Katholieke Economische Hogeschool in Tilburg. In 1965 startte hij als sociaal-economisch redacteur bij de Volkskrant. Faam verkreeg Lockefeer met zijn bijdragen over ontwikkelingssamenwerking waarmee hij de Dick Scherpenzeel Prijs won.

In 1981 werd hij adjunct-hoofdredacteur en het jaar daarop hoofdredacteur, een functie die hij tot 1995 vervulde. De transformatie van de oorspronkelijk sterk aan de katholieke vakbeweging KAB gelieerde krant naar een invloedrijk en progressief dagblad, zoals die onder zijn voorganger Jan van der Pluijm (1964-1982, eveneens econoom) was ingezet, werd door Lockefeer verder doorgevoerd. De krant groeide verder tot een oplage van 370.000 exemplaren, mede door de opleving van de economie na de jaren van de oliecrisis. Onder Lockefeer groeide ook het aantal bijlagen sterk, vooral om ruimte te bieden aan de sterk gestegen vraag naar advertenties.
In 1995 stapte Lockefeer over naar PCM Uitgevers waar hij stafdirecteur werd. Hij verruilde deze baan in 1996 voor die van het hoogleraarschap in de journalistiek aan de Rijksuniversiteit Groningen. Vanaf 1997 was hij ook commissaris bij bank-verzekeraar AEGON.

Op 30 maart 2006 nam hij afscheid als hoogleraar waarbij Pieter Broertjes, zijn opvolger als hoofdredacteur bij de Volkskrant, Lockefeer prees als de nestor van de Nederlandse journalistiek.
Lockefeer overleed op 68-jarige leeftijd in zijn woonplaats aan de gevolgen van een hartinfarct.

## Onderscheidingen
- Dick Scherpenzeel Prijs voor zijn rapportages over ontwikkelingssamenwerking
- Officier in de Orde van Oranje-Nassau, 1995